# 伊萬尼夫卡 (斯捷波韋市鎮)
47°6′55″N 31°19′26″E / 47.11528°N 31.32389°E
伊萬尼夫卡（烏克蘭語：Іванівка）是烏克蘭南部的村莊，由尼古拉耶夫州尼古拉耶夫區的斯捷波韋市鎮負責管轄。該村始建於1850年，面積1.62平方公里，海拔高度8米，2001年人口272。